# ایستگاه متروی شارل دوگل – اتوال
ایستگاه مترو شارل دوگل-اتوال در سال ۱۹۰۰ افتتاح شد و رو خط ۱، ۲، ۶ مترو پاریس قرار گرفته و در محله شارل دوگل است. نام این ایستگاه در ابتدا اتوال بوده و به محله‌ها ۸، ۱۶، ۱۷ پاریس محدود می‌شده‌است. در ۲۱ فوریه ۱۹۷۰ نام این ایستگاه برای بزرگداشت نام رئیس جمهور فرانسه، شارل دوگل، به نام کنونی آن تغییر یافت.

## نگارخانه

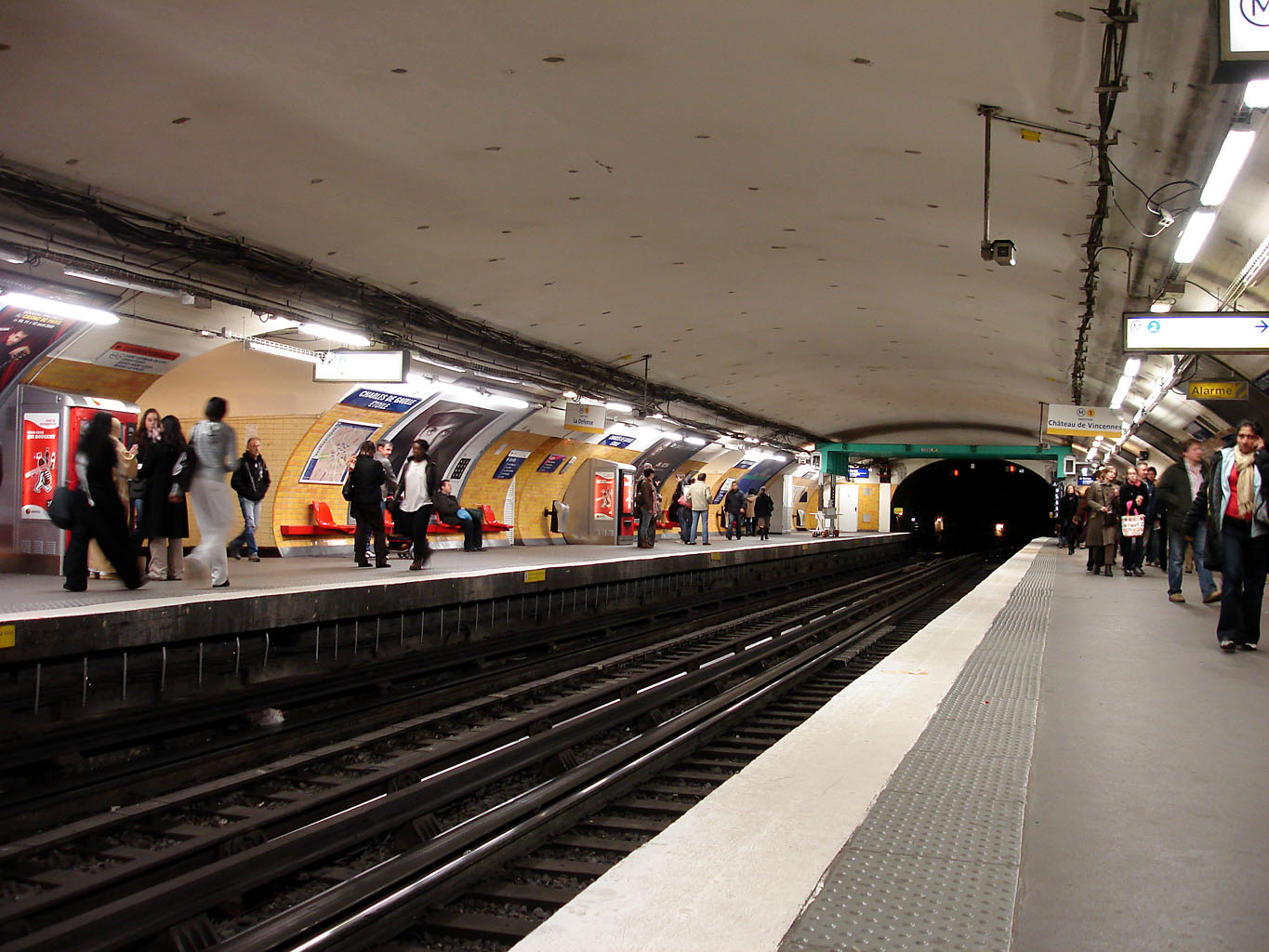
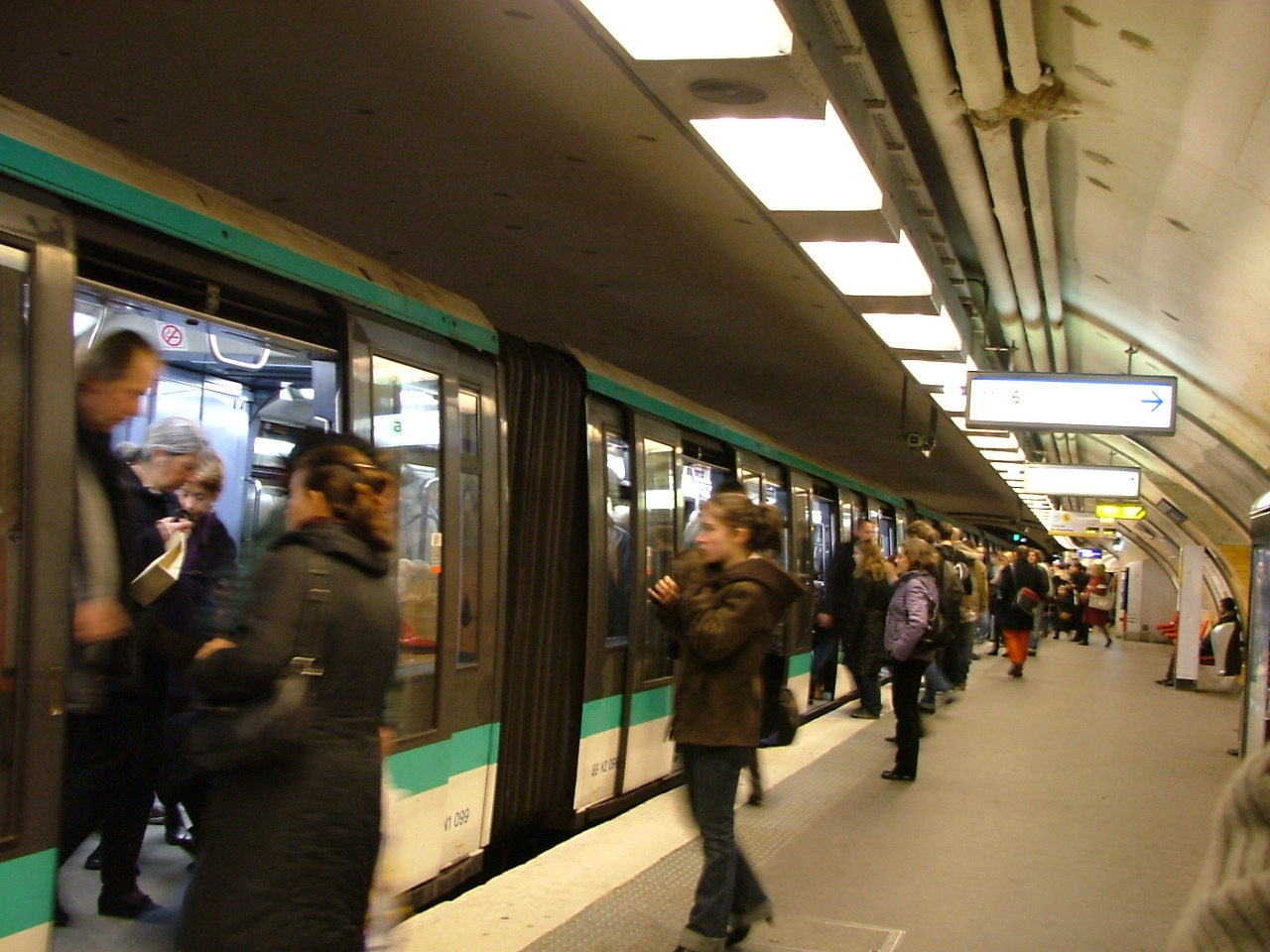
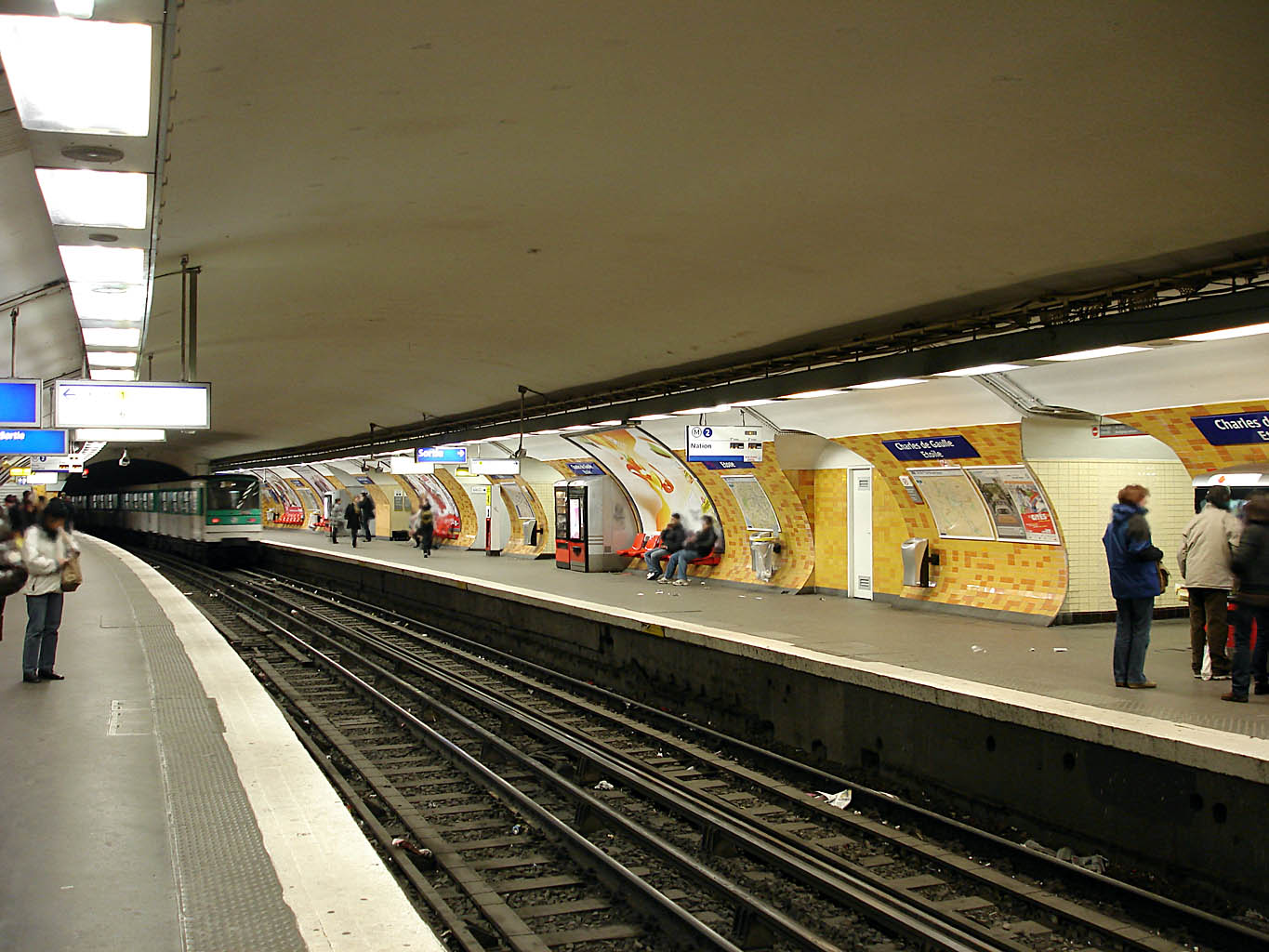
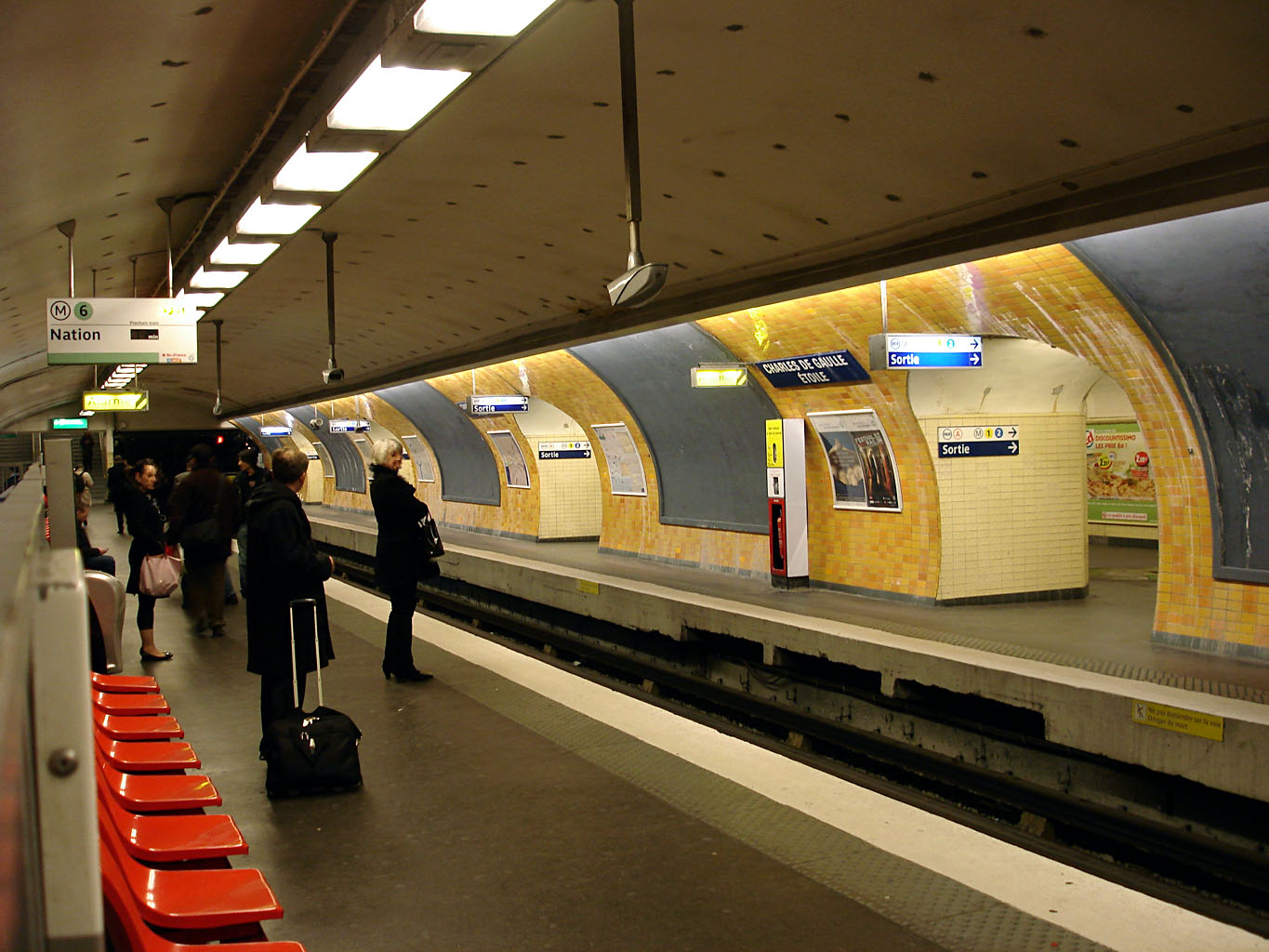